# Callistethus insignis
Callistethus insignis är en skalbaggsart som beskrevs av Lansberge 1880. Callistethus insignis ingår i släktet Callistethus och familjen Rutelidae. Inga underarter finns listade.